# Mordella brachyura
Mordella brachyura é uma espécie de insetos coleópteros polífagos pertencente à família Mordellidae.
A autoridade científica da espécie é Mulsant, tendo sido descrita no ano de 1856.
Trata-se de uma espécie presente no território português.